# 祖母谷温泉

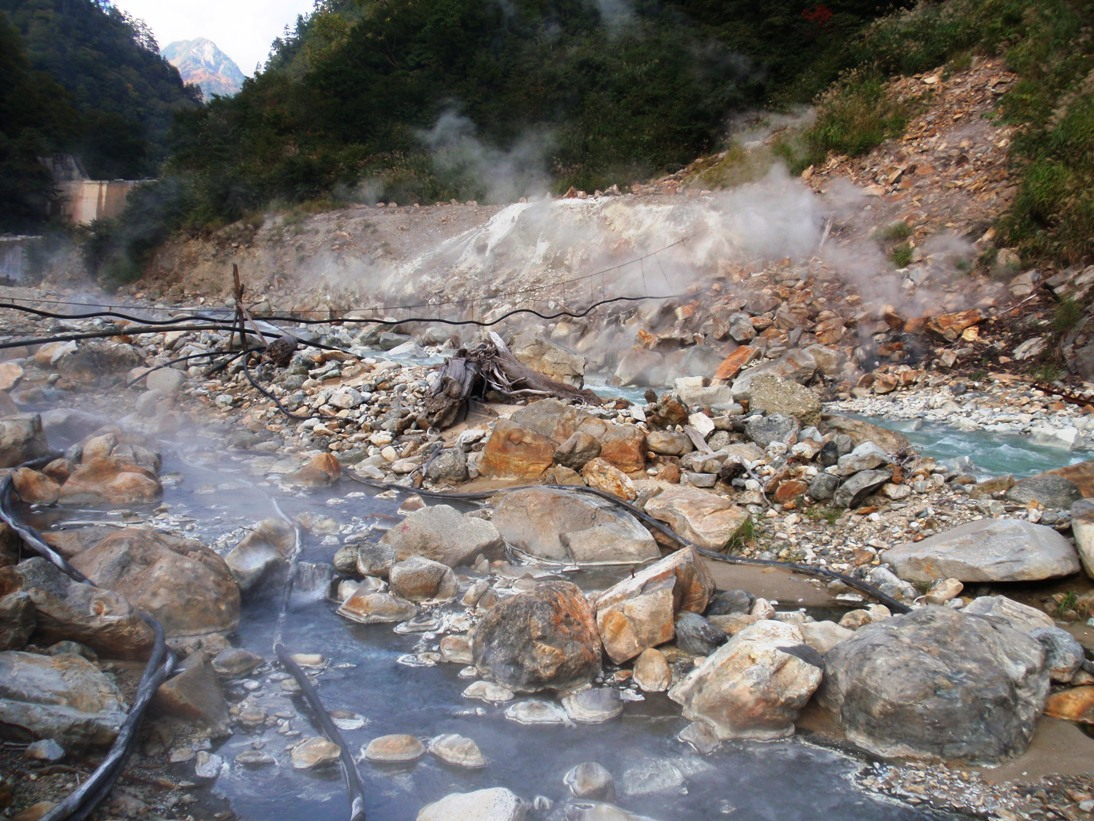
祖母谷地獄

祖母谷温泉（ばばだにおんせん）は、富山県黒部市宇奈月町黒部にある温泉。標高770メートルに位置する。

## 泉質
- 単純硫黄泉[1]（硫化水素型）
  - 源泉温度77.5℃[1]。
  - 湧出量は自然湧出で毎分373リットル[1]。
  - pHは7.7[1]。
  - 溶存物質は787mg/kg[1]

源泉は2つあり、当地に湧出するもの、上流側の「祖母谷地獄」からの引湯がある。当地に湧出する源泉は内湯に使われ、皮膚病に対する効能があるとされる。露天風呂には引湯が使われ、飲泉時に胃腸に対する効能があるとされる。

## 温泉地
欅平駅よりの道、名剣温泉の先に1軒宿の山小屋、「祖母谷温泉小屋」が存在する。旅館ではなく山小屋であるので、相部屋であることや、自家発電であり消灯時間があることなどを理解して宿泊する必要がある。河原には小さなプールほどの大きさの露天風呂がある。営業は5月から11月末まで。収容人数50人。
祖父谷（じじだに）と祖母谷の合流地点にあり、温泉名もこれに由来する。
少し上流の川原から温泉が噴出している「祖母谷地獄」があり、ここで岩などを組み川水と調整して手製の露天風呂（野湯）が作成できる。下流の名剣温泉にはこの祖母谷地獄からの温泉を配湯している。

## 登山ルート
白馬岳、唐松岳の登山の基地でもあり、長野県側から登山し、当温泉を経由して下山した登山者の利用もある。しかし、このルートは標高差が大きく健脚者向けのコースであるため登山者は少ない。付近にキャンプ場（収容：テント30張）もある。
- 祖母谷温泉 - 不帰岳避難小屋 - 清水岳 - 小旭岳 - 白馬岳
- 祖母谷温泉 - 餓鬼山避難小屋 - 餓鬼山 - 唐松岳頂上山荘 - 唐松岳

## 歴史
1887年に、魚津町（現・魚津市）の朝田新兵衛が源泉の営業権を取得し、祖母谷、祖父谷への林道が完成した翌年の1905年に祖母谷と祖父谷の合流点にて2階建ての旅館が開湯した。1914年の水害により退転した後、富山営林署が建物の一部を修繕し新しい浴場を作った。1951年7月末には、経費30万円にて建坪13坪半の山小屋が完成した。1967年の堰堤の建設で温泉施設が水底に水没するため現在地へ移転した。1969年の洪水で被害を受けたが源泉の流失は免れた。1981年に個人が営林署から温泉の払下げられたことで、経営が営林弘済会から個人の手に移った。
井上江水、冠松次郎等も当温泉を訪れている。

## アクセス
- 鉄道 : 黒部峡谷鉄道欅平駅より徒歩約60分。黒部峡谷鉄道は常時全線運行しているわけではないので、運行に注意必要。

また、付近の地域（黒部市宇奈月町祖母谷）は日本郵便から交通困難地の指定を受けており、地外から当地宛に郵便物を送付することは出来ない。